# FK Azamat Tcheboksary
L'Azamat Tcheboksary (en russe : «Азамат» Чебоксары) est un club de football russe fondé en 1965 et basé à Tcheboksary, en Tchouvachie.

## Historique
Le club est fondé en 1965, sous la période de l'Union soviétique, et poursuit son activité encore trois ans après la chute de celle-ci, sous la période de la Russie, et connaît différentes appellations : 
- 1965-1977 : FK Energia Tcheboksary
- 1978-1991 : FK Stal Tcheboksary
- 1992-1993 : FK Azamat Tcheboksary

Le club est dissous en 1994.

## Bilan sportif

### Classements en championnat
La frise ci-dessous résume les classements successifs du club en championnat.

### Bilan par saison
Légende
- Promotion en division supérieure
- Relégation en division inférieure

| Saison    | Championnat  | Championnat  | Championnat  | Championnat  | Championnat  | Championnat  | Championnat  | Championnat  | Championnat  | Championnat  | Coupe d'URSS     |
| Saison    | Division     | Pos          | Pts          | J            | V            | N            | D            | BP           | BC           | Diff         | Coupe d'URSS     |
| --------- | ------------ | ------------ | ------------ | ------------ | ------------ | ------------ | ------------ | ------------ | ------------ | ------------ | ---------------- |
| 1965      | 3e Russie 2  | 19e          | 14           | 36           | 3            | 8            | 25           | 17           | 71           | -54          | —                |
| 1966      | 3e Russie 5  | 16e          | 23           | 32           | 6            | 11           | 15           | 24           | 42           | -18          | —                |
| 1967      | 3e Russie 2  | 19e          | 20           | 36           | 4            | 12           | 20           | 18           | 52           | -34          | Troisième tour Q |
| 1968      | 3e Russie 5  | 13e          | 37           | 38           | 14           | 9            | 15           | 42           | 42           | 0            | Premier tour Q   |
| 1969      | 3e Russie 2  | 6e           | 40           | 34           | 17           | 6            | 11           | 48           | 32           | +16          | —                |
| 1970      | 4e Russie 4  | 13e          | 29           | 34           | 11           | 7            | 16           | 40           | 38           | +2           | —                |
| 1971      | 3e Zone 3    | 17e          | 31           | 38           | 9            | 13           | 16           | 30           | 51           | -21          | —                |
| 1972      | 3e Zone 5    | 12e          | 28           | 32           | 11           | 6            | 15           | 28           | 44           | -16          | —                |
| 1973      | 3e Zone 5    | 9e           | 28           | 32           | 12           | 7            | 13           | 29           | 37           | -8           | —                |
| 1974-1977 | Club inactif | Club inactif | Club inactif | Club inactif | Club inactif | Club inactif | Club inactif | Club inactif | Club inactif | Club inactif | Club inactif     |
| 1978      | 3e Zone 3    | 13e          | 47           | 46           | 18           | 11           | 17           | 48           | 53           | -5           | —                |
| 1979      | 3e Zone 3    | 18e          | 40           | 48           | 16           | 8            | 24           | 50           | 67           | -17          | —                |
| 1980      | 3e Zone 4    | 11e          | 33           | 34           | 13           | 7            | 14           | 37           | 31           | +6           | —                |
| 1981      | 3e Zone 4    | 14e          | 27           | 32           | 8            | 11           | 13           | 23           | 38           | -15          | —                |
| 1982      | 3e Zone 4    | 16e          | 21           | 32           | 5            | 11           | 16           | 25           | 47           | -22          | —                |
| 1983      | 3e Zone 4    | 11e          | 25           | 28           | 9            | 7            | 12           | 31           | 38           | -7           | —                |
| 1984      | 3e Zone 4    | 13e          | 27           | 32           | 10           | 7            | 15           | 29           | 50           | -21          | —                |
| 1985      | 3e Zone 4    | 15e          | 14           | 28           | 2            | 10           | 16           | 17           | 41           | -24          | —                |
| 1986      | 3e Zone 4    | 13e          | 26           | 32           | 8            | 10           | 14           | 31           | 44           | -13          | —                |
| 1987      | 3e Zone 4    | 13e          | 25           | 32           | 8            | 9            | 15           | 28           | 41           | -13          | —                |
| 1988      | 3e Zone 4    | 16e          | 25           | 32           | 11           | 3            | 18           | 29           | 51           | -12          | —                |
| 1989      | 3e Zone 4    | 18e          | 33           | 42           | 10           | 13           | 19           | 28           | 47           | -19          | —                |
| 1990      | 4e Zone 7    | 8e           | 35           | 32           | 13           | 9            | 10           | 32           | 20           | +12          | —                |
| 1991      | 4e Zone 7    | 11e          | 44           | 42           | 18           | 8            | 16           | 62           | 46           | +16          | —                |
| Saison    | Championnat  | Championnat  | Championnat  | Championnat  | Championnat  | Championnat  | Championnat  | Championnat  | Championnat  | Championnat  | Coupe de Russie  |
| Saison    | Division     | Pos          | Pts          | J            | V            | N            | D            | BP           | BC           | Diff         | Coupe de Russie  |
| 1992      | 3e Zone 5    | 8e           | 39           | 34           | 15           | 9            | 10           | 44           | 28           | +16          | Quatrième tour   |
| 1993      | 3e Zone 6    | 13e          | 40           | 42           | 17           | 6            | 19           | 67           | 57           | +10          | Premier tour     |
| 1994      | —            | —            | —            | —            | —            | —            | —            | —            | —            | —            | Premier tour     |

## Anciens joueurs
- Aleksandr Filimonov[3]